# Challenger de Roma 2023
El torneo Garden Open 2023 fue un torneo de tenis perteneció al ATP Challenger Tour 2023 en la categoría Challenger 75. Se trató de la 15.ª edición, el torneo tuvo lugar en la ciudad de Roma (Italia), desde el 24 hasta el 30 de abril de 2023 sobre pista de tierra batida al aire libre.

## Jugadores participantes del cuadro de individuales
| Favorito | País                        | Jugador              | Rank1 | Posición en el torneo |
| -------- | --------------------------- | -------------------- | ----- | --------------------- |
| 1        | Bandera de Hungría          | Fábián Marozsán      | 133   | Primera ronda         |
| 2        | Bandera de Italia           | Franco Agamenone     | 147   | Cuartos de final      |
| 3        | Bandera de Italia           | Mattia Bellucci      | 151   | Primera ronda         |
| 4        | Bandera de Italia           | Francesco Maestrelli | 168   | Primera ronda         |
| 5        | Bandera de los Países Bajos | Jelle Sels           | 169   | Segunda ronda         |
| 6        | Bandera de Italia           | Andrea Pellegrino    | 173   | Baja                  |
| 7        | Bandera de Austria          | Maximilian Neuchrist | 182   | Primera ronda         |
| 8        | Bandera de Bélgica          | Joris De Loore       | 196   | Semifinales           |

- 1 Se ha tomado en cuenta el ranking del 17 de abril de 2023.

### Otros participantes
Los siguientes jugadores recibieron una invitación (wild card), por lo tanto ingresan directamente al cuadro principal (WC):
- Federico Arnaboldi
- Gabriele Piraino
- Fausto Tabacco

Los siguientes jugadores ingresan al cuadro principal tras disputar el cuadro clasificatorio (Q):
- Salvatore Caruso
- Giovanni Fonio
- Francesco Forti
- Sumit Nagal
- Valentin Vacherot
- Alexander Weis

## Campeones

### Individual Masculino
- Sumit Nagal derrotó en la final a  Jesper de Jong, 6–3, 6–2

### Dobles Masculino
- Nicolás Barrientos /  Francisco Cabral derrotaron en la final a  Andrey Golubev /  Denys Molchanov, 6–3, 6–1